# Thoralf Berg
Thoralf Berg (1972) is een Duits quadrathlon-atleet.

## Levensloop
Berg werd tweemaal wereldkampioen op de 'ultra afstand' en viermaal op de 'lange afstand', daarnaast won hij tweemaal de wereldbeker en eenmaal de Europese beker. Ook werd hij tweemaal Europees kampioen op de 'sprint' en eenmaal op de 'middellange afstand'.
Hij is woonachtig in Schwedt.

## Palmares
- Wereldkampioenschap lange afstand: 1994, 2004, 2007, 2010 en 2015
- Wereldkampioenschap ultra afstand: 1998 en 2000
- wereldkampioenschap lange afstand: 2001 en 2017
- wereldkampioenschap middellange afstand: 2003, 2004, 2005 en 2006
- wereldkampioenschap sprint: 2003
- wereldkampioenschap middellange afstand: 2000, 2007, 2008, 2009 en 2015
- Wereldbeker: 2003 en 2004
- Wereldbeker: 2005
- Europees kampioenschap middellange afstand: 2004
- Europees kampioenschap sprint: 2008 en 2009
- Europees kampioenschap sprint: 2006 en 2007
- Europees kampioenschap middellange afstand: 2000, 2005 en 2006
- Europees kampioenschap sprint: 2017
- Europees kampioenschap middellange afstand: 1999
- Europese beker: 2000